# ماریلا فاره
ماریلا فاره (به انگلیسی: Mariella Farré) (زاده ۷ ژانویهٔ ۱۹۶۳) خواننده سوئیسی است.
او نماینده سوئیس در مسابقه آواز یوروویژن ۱۹۸۳ بود .